# Eulette
Eulette is een Belgisch historisch merk van motorfietsen.
Ets. Velobel produceerde rond 1950 lichte motorfietsen met als merknaam “Eulette”, maar hierover is verder niets bekend.